# Ioannis Kurkurikis
Ioannis Kurkurikis (en griego: Ιωάννης Κουρκουρίκης; Yanitsá, 5 de marzo de 1971) es un deportista griego que compitió en remo. Ganó una medalla de plata en el Campeonato Mundial de Remo de 2001, en la prueba de cuatro scull ligero.

## Palmarés internacional
| Campeonato Mundial | Campeonato Mundial | Campeonato Mundial | Campeonato Mundial  |
| Año                | Lugar              | Medalla            | Prueba              |
| ------------------ | ------------------ | ------------------ | ------------------- |
| 2001               | Lucerna (Suiza)    | Medalla de plata   | Cuatro scull ligero |